# 키부 에볼라 유행
2018~2020년 키부 에볼라 유행은 2018년 8월 1일 처음으로 콩고 민주 공화국 키부 지역에서 에볼라 감염자가 확인된 이후 2020년 6월 25일까지 민주콩고 동부에 에볼라가 유행했던 사건이다. 이투리주에서 처음 보고된 에볼라 사태는 8월 13일부터 더욱 확산되었다. 이번 키부의 에볼라 유행은 같은 국가의 에카퇴르주에서 감염 사태 종식을 선언한 다음 날에 발발하였다. 2019년 6월에는 콩고 민주 공화국에서 우간다로 넘어온 5세 소년이 에볼라로 사망하면서 우간다에도 에볼라가 확산되었다.
에볼라가 유행했던 지역은 키부 분쟁이라는 대규모 군사 분쟁과 내전이 진행 중인 곳으로, 군사 분쟁이 병의 치료 및 예방을 매우 어렵게 만들었다. 세계 보건 기구(WHO) 비상사태대비 및 대응 담당 사무차장은 군사 분쟁 및 민간인 납치가 빈번한 키부 지역은 유행을 급속하게 악화시킬 수 있는 "퍼펙트 스톰"과도 같다고 말했다. WHO는 2019년 1월 이후 5월까지 의료시설이 42번 공격을 받았으며 의료진 85명이 부상을 입거나 사망하였다고 발표했다. 또한 일부 지역은 유혈 충돌과 심각한 치안 악화로 의료 활동이 중단되기도 하였다. 여기에 특정 정치적 세력의 가짜뉴스 및 잘못된 정보가 전파되며 바이러스 치료가 매우 어려운 상태가 되었었다. 이러한 복합적인 이유로 북키부 및 이투리 지역에서 상황이 악화되자 2018년 9월 17일 세계보건기구는 국가 및 지역 위험 평가를 "높음"에서 "매우 높음"으로 격상했다.
10월 3일, 유엔안전보장이사회는 에볼라 바이러스 질병 유행을 대처하기 위해 무장 세력이 파견되어야 한다고 강조했다. 10월 14일 한 주가 끝나는 동안 콩고 민주 공화국 내에서 에볼라 바이러스에 33명이 감염된 것으로 확인되었으며 이 중 24명이 7일도 되지 않아 사망했다. 11월 9일에는 감염 확진자 및 의심자수가 319명을 돌파하며 2018년 북키부 및 이투리주의 에볼라 바이러스 유행은 콩고 민주 공화국에서 감염자가 가장 많은 유행으로 발전하였다.
11월 30일에는 감염자가 500명을 돌파하며 2013년에서 2016년 사이 서아프리카 에볼라 유행에 이은, 세계에서 2번째로 감염자가 많은 에볼라 유행이 되었다. 2019년 2월 13일에는 감염 확진자 및 의심자를 포함하여 감염자가 1,000명을 돌파하며 2014년 서아프리카 에볼라 유행 당시 시에라리온, 라이베리아, 기니에 이어 단일 국가에서 에볼라 감염자가 4번째로 많은 국가가 되었다.
2019년 5월 3일, 에볼라 유행 9개월 만에 콩고 민주 공화국 안에서만 사망자가 1,000명을 돌파했으며 상황이 여전히 통제되지 않았다. 2013-2016년 서아프리카 에볼라 유행 당시 사망자가 제일 많았던 기니에서는 에볼라 유행 2년간 2,500명 가량의 사망자가 발생한 것과 비교하면 이는 급격하게 높은 수치이다.
우간다에서 감염자를 확진한 이후 2019년 6월 14일 세계 보건 기구는 3차 국제보건 검토를 시작하였다. 이 당시에는 콩고 민주 공화국의 에볼라 사태는 지역 긴급사태이긴 하나 국제 공중보건 비상사태를 선포하기 위한 3가지 조건을 충족하지 못한다고 보았다. 하지만 2019년 7월 14일 콩고 동부의 최대 도시인 고마에서 확진자가 나오자 WHO는 4번째로 비상사태위원회를 재소집했다. 결국 미국 현지 시각 기준 2019년 7월 17일 세계 보건 기구는 이번 에볼라 유행 사태를 국제 공중보건 비상사태로 선포하였다.
2020년 2월 17일부터 신규 에볼라 발병 건수가 0건으로 줄어들었으나 52일 후인 4월 중순 새 감염자 3명이 다시 보고되면서 유행이 끝나지 않고 계속 이어지고 있음이 보고되었다. 이후 다시 2달 후인 2020년 6월 25일 공식적으로 키부 지역의 에볼라 유행이 종료되었음이 선언되었다.

## 유행 경과

### 첫 보고와 전파
2018년 8월 1일, 북키부주 보건 지부는 콩고 민주 공화국 보건부에 바이러스성 출혈열로 의심되는 사례 26건을 보고하고 이 중 20명이 사망했다고 밝혔다. 생존자 6명 중 4명의 혈액 샘플을 채취하여 킨샤사 국립생물연구소로 보내져 분석되었다. 분석 결과 4건 모두 에볼라 양성 반응이 나오면서 WHO와 콩고 민주 공화국 보건부가 날부로 에볼라 유행이 시작되었다고 선언하였다. 첫 감염자는 만기나(Mangina)에 살고 있던 65세 여성이 7월 25일 사망하여 장례식을 치르는 과정에서 전염된 것으로 추정된다. 곧바로 여성의 직계가족 7명이 사망하였다.
8월 3일까지 에볼라가 북키부주의 베니, 부템보, 오이차, 무시에네네, 마발라코 5개 보건 지역 및 이투리주의 만디마와 맘바사에 이르기까지 콩고 민주 공화국 내 여러 지역으로 번졌다. 하지만 한 달 후엔 마발라코, 만디마, 베니, 오이차 지역에서만 감염이 확인되었다. 맘바사 지역에 있었던 에볼라 감염 의심 사례 5건은 에볼라가 아닌 것으로 확인되었으며, 무시에네네 지역의 의심 사례 1건과 부템보 지역의 의심 사례 2건은 에볼라가 맞는지 확인을 할 수 없었다. 기타 다른 보건 지역에서는 추가 감염 사례가 보고되지 않았다. 부템보에서는 9월 4일 첫 감염자를 확진하였으며, 같은 날 베니에서 있었던 에볼라 확진 사례 1건은 사실 칼룬구타 보건 지역에서 일어났던 것으로 확인되었다.
콩고 민주 공화국 공공보건부는 이번 새로운 에볼라 유행은 자이르에볼라바이러스 종에서 일어난 것이라고 확인하였다. 이는 2018년 초 콩고 민주 공화국 서부에서 있었던 유행과 동일한 바이러스주이다. 또한 보건부는 rVSV-ZEBOV 백신을 다시 한번 사용할 것이라고 발표했다.
8월 1일 에볼라 유행이 선언된 직후 국경없는의사회가 발병 진원지인 만기나에 도착하여 질병 대응을 시작하였다. 8월 2일에는 옥스팜이 콩고 민주 공화국의 에볼라 사태 대처에 도움을 주겠다고 발표하였다. 8월 4일에는 세계보건기구(WHO)가 몇 가지 요인을 근거로 콩고 민주 공화국 공공보건의 국가적, 지역적 위험도 수치가 "고위험"으로 평가했다고 발표했다.

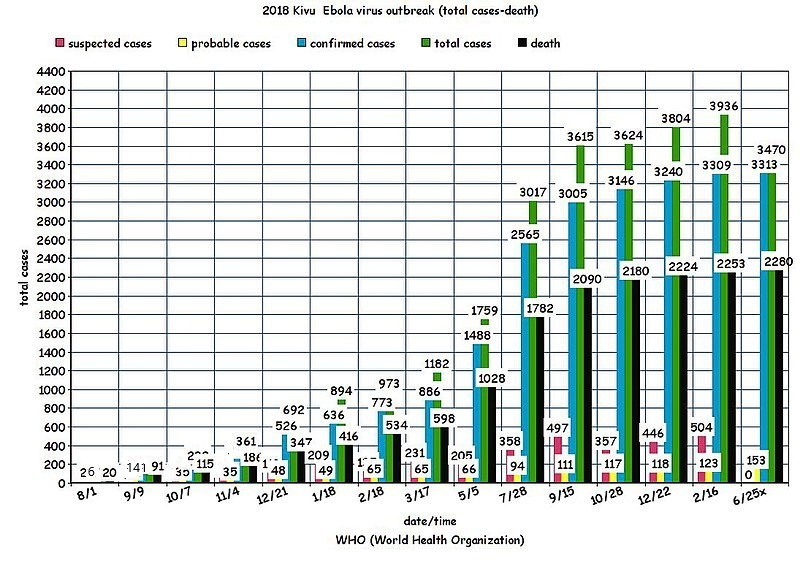
자료 1. 2018년 키부 지역 에볼라 유행 그래프 (4월 28일까지의 총 사망자 및 감염자수.)
(참고: 위 그래프는 자료가 없는 9-21, 11/11, 12/10, 1/11 날짜의 자료를 생략했다)

2018년 11월까지 에볼라는 2개 주 14개 보건 지역에 전파되었다. 감염자수 변화 문단의 표는 실험실 테스트를 거치기 전에 장례식을 치르고 매장하여 정확하게 감염되었는지 확인이 불가능한, 감염 여부가 불확실한 경우의 수치까지 포함한 자료이다. 2018년 12월 23일까지 에볼라가 더 넓은 지역으로 퍼지면서 총 18개 보건지구에 전염되었다. 당시 기준 콩고 민주 공화국의 인구는 8,400만명 이상이었다.

### 대규모 유행
우간다 보건부는 국경으로부터 불과 100km 정도 떨어진 콩고 민주 공화국 지역에 에볼라 바이러스가 유행하자 추가 감시를 하겠다는 경보를 발표했다. 2018년 8월 7일 기준 민주콩고 보건부는 총 감염자수가 90명으로 늘어났다고 발표했으며, 이틀 후인 8월 9일에는 감염자 수치가 100명 가까이로 늘어났다. 8월 16일 영국은 민주콩고에게 에볼라 바이러스 출혈열 진단 및 모니터링에 도움을 줄 수 있다고 제안했으며 민주콩고는 이를 받아들였다. 8월 17일에는 WHO가 감염자와의 "접촉자수"가 1,500명을 돌파했다고 발표했으나, 민주콩고 내 특정 분쟁지역은 조사를 위해 접근할 수가 없어 실제 수는 이보다 더 많을 것으로 추정했다. 8월 18일에는 저 중 954명을 추적하는 데 성공하였으나 만디마 지역에서는 주민들이 조사에 반발하여 WHO가 접촉자를 완전히 조사하는 데 실패하였다.
9월 4일에는 부템보에서 처음으로 에볼라 출혈열을 일으킨 환자가 사망하였다. 부템보는 콩고 민주 공화국 내의 도시지만 우간다와 국경에 바로 접해 있는 도시이다.
9월 24일에는 베니 지역에서 민주콩고 내 반군이 의료진을 공격하여 민간인 수 명이 사망하는 사태가 발생해 이 지역에서 접촉자 추적 조사와 예방접종 처치가 중단되었다. 9월 25일에는 세계 보건 기구의 피터 살라마가 불안정한 지역 상황이 바이러스 전염병 치료를 방해하고 있으며 여러 요소가 복합적으로 작용하여 전염병이 심하게 유행할 수 있다고 경고했다. 10월 18일에는 미국 질병통제예방센터가 모든 미국인 여행객을 대상으로 콩고 민주 공화국의 여행자 경보를 1단계에서 2단계로 상향했다. 10월 26일엔 세계 보건 기구가 감염 확인 환자의 절반이 발열 증상을 일으키지 않아 에볼라 진단이 더욱 어려워졌다고 발표했다.
11월 6일, 미국 질병통제예방센터는 몇 가지 요인으로 민주콩고 동부의 에볼라 바이러스 유행을 억제할 수 없다고 말했다. 이는 1976년 에볼라 바이러스가 처음 알려진 이래로 감염을 제대로 막을 수 없다고 발표한 첫 사례이다. 에볼라 바이러스 전파 이후 민주콩고 동부의 여러 요인과 불안정한 상황으로 인해 WHO는 11월 13일 에볼라 유행이 최소 6개월은 지속될 것이라고 말했다.
11월 23일, 감염자가 꾸준하게 증가하며 콩고 민주 공화국의 에볼라 유행에서 감염자수가 2000년 우간다의 에볼라 유행 당시 감염자수인 425명을 돌파하며 2014-2016년 서아프리카 에볼라 유행에 이어서 2번째로 감염자수가 많은 유행이 되었다. WHO에서 발표한 통계에 따르면 12월 4일 기준 에볼라 바이러스 유행에서 여성 감염률은 60% 정도로 남성보다 높은 편에 속한다.
12월 29일, 콩고 민주 공화국 보건부는 베니, 부템보, 코만다, 마발라코 지역에서 질병 대응 활동이 완전히 중지되어 확진으로 검사받은 감염자가 한 명도 없으며, 3일째 이 지역에서 예방 접종도 하지 못하고 있다고 발표했다. 해를 넘긴 2019년 1월 22일에는 총 감염자가 951명으로 천명 가까이 도달하였다. 아래 그래프는 민주콩고 여러 지역에서 에볼라 바이러스 감염자 추이를 그린 도표이다.

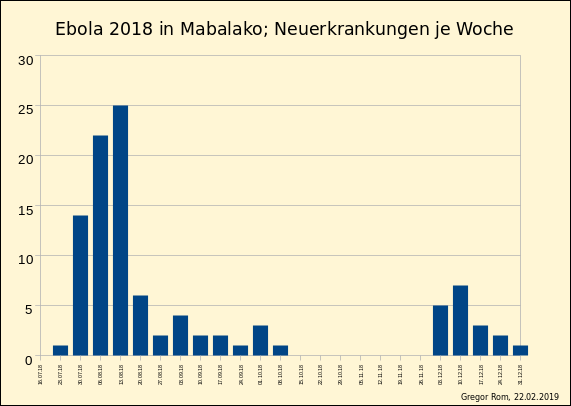
그래프 2. 2018년 7월 16일부터 12월 31일 사이 마발라코의 주별 신규 감염자수 변화
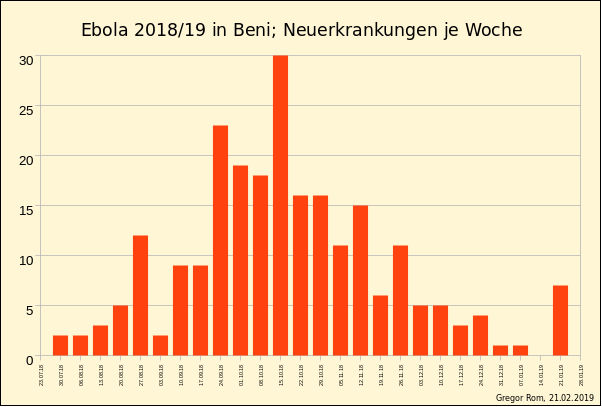
그래프 3. 2018년 7월 23일부터 2019년 1월 28일 사이 베니의 주별 신규 감염자수 변화
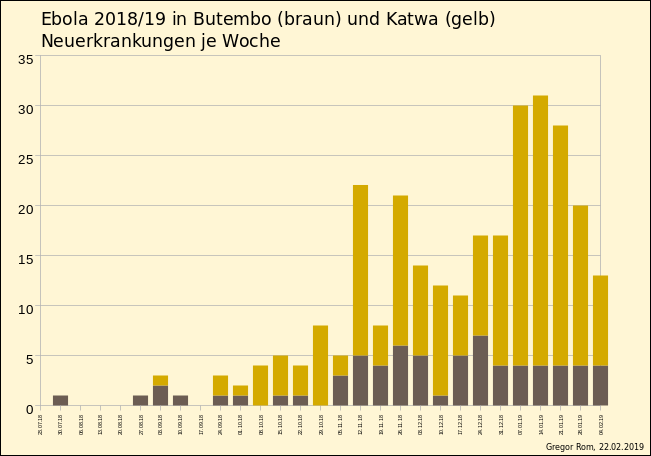
그래프 4.  2018년 7월 23일부터 2019년 2월 4일 사이 부템보(갈색) 및 카트와(노랑)의 주별 신규 감염자수 변화
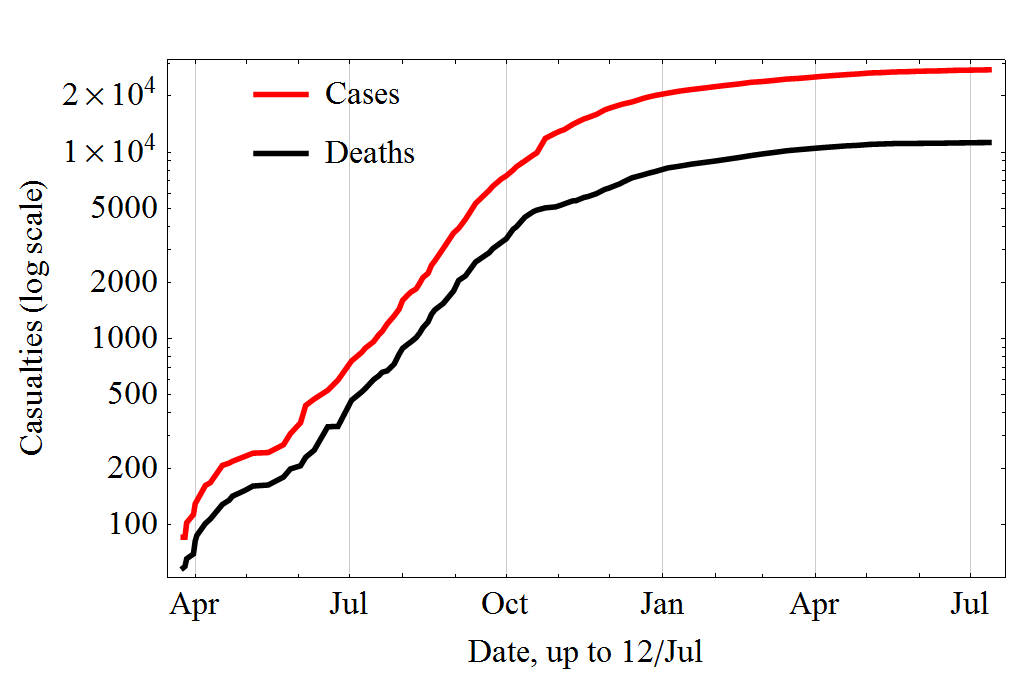
그래프 5. 세로축을 유사로그로 한 2014-2016년 서아프리카 에볼라 유행 당시 감염자수 및 사망자수 변화 도표

2019년 3월 16일 미국 질병통제예방센터는 콩고 민주 공화국의 에볼라 유행이 최소 1년은 더 갈것이며, 백신 공급도 부족해질 수 있다고 경고했다.
2018년 9월 저널 《란셋》의 조사에서는 베니와 부템보 지역의 응답자 중 25%는 에볼라 바이러스 유행 자체를 사기라고 믿고 있다고 답했다. 이들은 건강 관리 및 백신 접종도 음모라고 치부하며 동의하지 않았다. 또한 WHO에서는 카니이 지역의 주민들은 백신 접종을 거부하며 저항하고 있다고 발표했다.

### 콩고 동부로 확산
2019년 7월 14일, 북키부주의 주도이자 국제공항이 있으며 유동인구 최대 200만명에, 바로 동쪽으로 르완다와 접해 있는 도시인 고마에서 에볼라 확진자가 나왔다. 이 환자는 3개 검문소에서 여행자 리스트에 서로 다른 이름을 사용하여 통과한 사람이었다. 로이터 지는 환자가 치료를 위해 이송되던 도중 사망했다고 밝혔다. 반면 WHO는 병원 내에서 치료받던 도중 사망했다고 발표했다. 이 사건으로 인해 WHO는 4차 비상사태위원회를 소집하여 국제 보건 규정에 따른 비상사태 선포에 맞는지 검토하였다. 결국 7월 17일 국제 공중보건 비상사태가 선포되었다.
7월 30일, 고마에서 2번째 환자가 에볼라인 것으로 확진되었으며 다음날인 7월 31일엔 그 환자가 사망하였다. 이웃 국가인 르완다에서도 에볼라가 확산될 수 있다는 우려로 의료진이 긴급 배치되었다.
8월 1일에는 고마에서 3번째 에볼라 확진 환자가 발생하였다.
8월 16일에는 북키부주의 베니에서 넘어 온 여행객 2명이 남키부주에서 에볼라 감염 확진 판정을 받으며 남키부주에도 에볼라 출혈열이 퍼지게 되었다. 8월 22일에는 음벤가 지역에서 4건의 에볼라 확진자가 나왔다. 이 중 한명은 음벤가 지역 보건소에 방문했던 사람이 감염된 것으로 확인되었다.

### 에볼라 유행의 진정
2019년 7월 이후 빠른 감염자 확인, 즉시 치료 조치 등 강력한 요법을 통해 에볼라 신규 확진자수가 점차 감소하기 시작했다. 특히 9월 11일-10월 1일 3주 사이 보고된 신규 확진자수는 106명으로 7월 3일-23일 3주간 보고된 확진자수 242명과 비교하여 절반으로 줄어들었다. 또한 감염 사례도 도시 지역에서 접근이 어려운 시골 지역으로 이동했다. 하지만, 이와는 별개로 주구(Djugu), 맘바사, 마하기 지역을 중심으로 지역 무장단체의 활동이 거세져 이투리주와 북키부주의 정세불안은 계속 심해져 에볼라 치료와 구호를 어렵게 만들었다.
2019년 9월 23일에는 콩고 민주 공화국 보건부가 10월 중순부터 존슨앤드존슨 사가 제조한 2번째 시험용 에볼라 백신을 도입해 기존에 사용하던 rVSV-ZEBOV 백신과 보완하여 에볼라 위험 지역을 포위접종하는 데 사용하겠다고 발표했다.
9월 말에서 10월 들어서는 대부분의 확진자(10월 확진자의 55% 이상)가 맘바사와 만디마 보건구역에서 발생했으며, 도시 지역과 의료시설의 감염이 급격하게 줄어들고 시골의 지역사회 기반 전파가 늘어났다. 10월 28일에는 우간다의 마지막 확진자가 사망한 지 42일이 지났으나 더 이상 신규 확진자가 발생하지 않아 우간다 보건부가 우간다에서의 에볼라 발병이 종료되었다고 선언했다.
2019년 11월 들어서는 1주간 신규 감염자가 10명 이하로 감소했으며, 12월 첫 주에는 알로야 지역에서 이전에 에볼라에 감염되었다가 회복했던 1명에게서 에볼라가 재발하여 혼자서 다른 28명을 감염시키는 희귀한 사건이 발생하기도 하였으나 평균 감시 접촉자 비율은 9-10월의 군사 분쟁으로 인한 불온사태 이전으로 내려가면서 확산세가 점차 줄어들었다. 해가 지나면서 매 주 감염자수는 더욱 줄어들어 2020년 2월 5-11일에는 북키부주 베니에서만 3명 추가 감염으로 한정되었고, 2월 12-18일에는 북키부주 베니에서 1명만 추가 감염이 보고되었다. 2월 17일 북키부주 베니의 1명 보고를 마지막으로 추가 감염자는 보고되지 않았다.
2020년 4월 9일, 마지막 추가 감염자가 보고된 지 40일만에 북키부주에서 갑작스럽게 2명의 에볼라 환자 의심자가 보고되었다. 이에 따라 4월 12일 접촉자 762명의 추적조사가 진행되어 6명이 확진되었고, 이 중 4명이 사망했다. 유행의 중심지인 북키부주 베니 지역의 백신 접종을 강화하여 4월 27일서부터는 다시 감염자가 보고되지 않기 시작했고, 마지막 감염자 보고서부터 42일 지난 6월 25일 공식적으로 유행 종료를 선언했다.

## 인접 국가의 영향

### 우간다

우간다의 지도. 에볼라가 확산되었던 우간다 카세세주가 연한 분홍으로, 감염자가 입국하였던 국경 지역이 진한 분홍으로 색칠되어 있다.

2018년 8월 11일, 유엔 기구는 콩고 민주 공화국을 떠나 우간다로 이주하는 난민에 대해서 에볼라 바이러스에 감염되지 않았음을 확인하는 조치에 들어갔다고 발표하며, 이는 능동적 선별을 통해 진행하고 있다고 말했다. 8월 13일 기준 민주콩고-우간다 국경 지역에서 민주콩고 내에서만 총 115명이 감염되었다고 발표했다. 우간다에서 에볼라 감염이 의심되었던 3명이 검사를 받았으나 전부 다 음성으로 밝혀졌다.
8월 22일에는 우간다 정부가 콩고 민주 공화국과의 국경 지역에 에볼라 치료 센터를 2곳 건설하였으나 우간다 내에서는 아직까지 보고된 감염자가 없다고 발표하였다.
국제 적십자사에서는 가장 가능성이 높은 시나리오로 콩고 민주 공화국에서 들어오는 난민 중 우간다에 확인되지 않았던 감염자에 들어와 질병이 확산되는 상황이 발생할 수 있다고 발표하였다. 9월 20일 우간다 정부는 에볼라 바이러스에 감염된 환자가 어느 곳에 나타나더라도 즉각 예방 접종 처치를 시행할 준비가 되어 있다고 발표하였다.
9월 21일, 콩고 민주 공화국 정부가 우간다로 진입하는 지점인 앨버트호 지역에서 에볼라 감염자가 확진되었다고 밝혔으며, 다행히 우간다 영토 내에서는 감염자가 발견되지 않았다고 밝혔다.
11월 2일, 우간다 정부는 감염 사정 예방 조치 중 하나로 민주콩고 접경 지역의 의료진들에게 예방 접종을 시행할 것이라 발표했다. 콩고 민주 공화국 동부에 국경을 접하고 있는 다른 국가인 남수단과 르완다는 별다른 조치를 취하진 않았다. 2019년 1월 2일에는 대통령 선거 이후 콩고 민주 공화국에서 우간다로 넘어오는 난민이 급증하였다고 발표했다. 2월 12일에는 우간다에서 에볼라 환자와 접촉한 것으로 추정되는 사람 13명이 확인되어 격리하였으며 실험실 검사 결과 감염되지 않았다고 확인했다.
2019년 6월 11일 WHO는 공식적으로 에볼라 출혈열이 우간다로 확산되었다고 발표했다. 이틀 전인 일요일(6월 9일) 5세 콩고 소년이 우간다로 들어온 후 가족들과 함께 에볼라 치료를 받는 중이라고 밝혔다. 6월 12일에는 WHO가 5세 소년이 사망하였으며 같이 들어온 가족에게서 에볼라 감염자가 2명 더 확인되었다고 발표했다. 현재 이 가족들과 접촉한 27명을 추적중이라고 밝혔다. 6월 14일에는 우간다 내에서 환자와 접촉이 의심되는 조사중인 접촉자 수가 112명으로 늘어났다. 6월 15일부터 우간다 지역의 포위 접종이 시작되었다. 6월 18일에는 우간다 보건부가 감염자와 접촉하였던 사람 275명에 대한 예방 접종을 완료하였다고 발표했다.
우간다 외에 콩고 민주 공화국 동부와 국경을 접한 국가로는 남수단, 르완다, 부룬디가 있으며 다른 지역의 국경과는 앙골라, 잠비아, 탄자니아, 중앙아프리카 공화국, 콩고 공화국이 있다.
2019년 7월 12일, 콩고 민주 공화국에서 우간다로 입국한 1명이 에볼라 출혈열 증상을 보여 긴급히 격리되었으며 입국한 음폰데에서는 접촉자 조사를 시행했으나 에볼라가 아닌 것으로 확인되었다. 7월 24일에는 우간다 정부에서 42일간 추가적인 에볼라 출혈열 확진 환자가 없었다며 우간다 내 에볼라 유행이 끝났다고 선언하였다.
8월 29일, 콩고 민주 공화국의 카세세에서 우간다로 입국한 9세 소녀가 에볼라 출혈열 확진 판정을 받은 후 사망하였다. 우간다에서 확진된 4번째 감염자로 처리되었다.

### 탄자니아
2019년 9월 21일, WHO는 탄자니아에서 에볼라 출혈열 발병 가능성에 대해 "현재까지 환자 확진을 위한 실험실 테스트 결과를 포함한 임상 세부 사항 및 조사결과가 WHO와 공유되지 않았다. WHO가 가지고 있는 정보 자체가 충분하지 않아 다른 지역에서 병 발발 가능성에 대해 공식적으로 언급할 수 없다."라고 말했다. 9월 27일, 미국 질병통제예방센터(CDC)와 미국 국무부는 탄자니아로 가는 미국인 여행객들에 대해 보고되지 않은 에볼라 출혈열 유행이 있을 수 있다고 경고를 내렸다. 28일에는 영국 정부가 탄자니아 여행 정보에 '잠재 사망 위험'과 함께 9월 21일 발표한 WHO 성명문을 같이 올리기 시작했다.
10월 3일, 탄자니아의 보건부 장관 우미 마왈리무는 탄자니아 내 에볼라 출혈열 발병 사례가 없다고 발표하였다. WHO는 10월 18일에 다양한 조치를 포함한 대략적인 개요를 받았으며 여기에는 당시 기준 콩고 내 유행 발발부터 지금까지 "에볼라 발병 의심 사례 29건, 샘플 검사 결과 음성 17건(2019년 9월 기준 2건 포함)"이라고 발표하였다.

### 치료를 위한 피난민이 있는 국가
2018년 12월 29일, 에볼라 바이러스에 노출되었으며 증상이 없는 미국인 의사가 대피하여 네브래스카 대학교 메디컬 센터로 이송되었다. 2019년 1월 12일 무증상으로 21일만에 전부 안전하게 퇴원하였다.

### 감염자수 변화
아래는 세계 보건 기구(WHO) 발표 기준 주별 감염자수 및 사망자수 변화 도표이다.
| '표 1.' 시간별 보고된 감염자수 |            |            |            |            |          |             |                 |                 |
| 날짜 | 감염자수 # | 감염자수 # | 감염자수 # | 감염자수 # | 사망자수 | CFR         | 추적중인 접촉자 | 출처            |
| 날짜 | 감염 확진  | 감염 확인  | 감염 의심  | 총합       | 사망자수 | CFR         | 추적중인 접촉자 | 출처            |
| 2018-08-01†DRC | 4          | 22         | 0          | 26         | 20       | -           | -               | [ 134 ]         |
| 2018-08-03 | 13         | 30         | 33         | 76         | 33       | 76.7%‡      | 879             | [ 135 ] [ 136 ] |
| 2018-08-05 | 16         | 27         | 31         | 74         | 34       | 79%‡        | 966             | [ 137 ] [ 138 ] |
| 2018-08-10 | 25         | 27         | 48         | 100        | 39       | 75%‡        | 953             | [ 139 ]         |
| 2018-08-12 | 30         | 27         | 58         | 115        | 41       | -           | 997             | [ 140 ]         |
| 2018-08-17 | 64         | 27         | 12         | 103        | 50       | 55.6%‡      | 1,609           | [ 58 ]          |
| 2018-08-20 | 75         | 27         | 9          | 111        | 59       | -           | 2,408           | [ 141 ]         |
| 2018-08-24 | 83         | 28         | 6          | 117        | 72       | 65%‡        | 3,421           | [ 142 ]         |
| 2018-08-26 | 83         | 28         | 10         | 121        | 75       | 67.6%‡      | 2,445           | [ 143 ]         |
| 2018-08-31 | 90         | 30         | 8          | 128        | 78       | 65%‡        | 2,462           | [ 144 ]         |
| 2018-09-02 | 91         | 31         | 9          | 131        | 82       | -           | 2,512           | [ 145 ]         |
| 2018-09-07 | 100        | 31         | 14         | 145        | 89       | 68%‡        | 2,426           | [ 146 ]         |
| 2018-09-09 | 101        | 31         | 9          | 141        | 91       | -           | 2,265           | [ 147 ] [ 148 ] |
| 2018-09-14 | 106        | 31         | 17         | 154        | 92       | 67.2%‡      | 1,751           | [ 149 ]         |
| 2018-09-16 | 111        | 31         | 7          | 149        | 97       | -           | 2,173           | [ 150 ] [ 151 ] |
| 2018-09-21 | 116        | 31         | n/a        | 147        | 99       | 67.3%‡      | 1,641           | [ 152 ]         |
| 2018-09-23 | 119        | 31         | 9          | 159        | 100      | 67%‡        | 1,836           | [ 153 ]         |
| 2018-09-28 | 126        | 31         | 23         | 180        | 102      | 65%‡        | 1,410           | [ 154 ]         |
| 2018-10-02 | 130        | 32         | 17         | 179        | 106      | 65.4%‡      | 1,463           | [ 155 ]         |
| 2018-10-05 | 142        | 35         | 11         | 188        | 113      | 63.8%‡      | 2,045           | [ 156 ]         |
| 2018-10-07 | 146        | 35         | 21         | 202        | 115      | 63.5%‡      | 2,115           | [ 157 ]         |
| 2018-10-12 | 176        | 35         | 32         | 243        | 135      | 64%‡        | 2,663           | [ 158 ]         |
| 2018-10-15 | 181        | 35         | 32         | 248        | 139      | 64%‡        | 4,707           | [ 159 ]         |
| 2018-10-19 | 202        | 35         | 33         | 270        | 153      | 65%‡        | 5,518           | [ 160 ]         |
| 2018-10-21 | 203        | 35         | 14         | 252        | 155      | 65%‡        | 5,341           | [ 161 ]         |
| 2018-10-26 | 232        | 35         | 43         | 310        | 170      | 64%‡        | 6,026           | [ 63 ]          |
| 2018-10-28 | 239        | 35         | 32         | 306        | 174      | 63.5%‡      | 5,991           | [ 162 ]         |
| 2018-11-02 | 263        | 35         | 70         | 368        | 186      | 62.4%‡      | 5,036           | [ 163 ]         |
| 2018-11-04 | 265        | 35         | 61         | 361        | 186      | 62%‡        | 4,971           | [ 164 ]         |
| 2018-11-09 | 294        | 35         | 60         | 389        | 205      | 62%‡        | 4,779           | [ 165 ]         |
| 2018-11-11 | 295        | 38         | n/a        | 333        | 209      | -           | 4,803           | [ 166 ]         |
| 2018-11-16 | 319        | 47         | 49         | 415        | 214      | 59%‡        | 4,430           | [ 167 ]         |
| 2018-11-21 | 326        | 47         | 90         | 463        | 217      | -           | 4,668           | [ 168 ]         |
| 2018-11-23 | 365        | 47         | 45         | 457        | 236      | 57%‡        | 4,354           | [ 169 ]         |
| 2018-11-26 | 374        | 47         | 74         | 495        | 241      | 57%‡        | 4,767           | [ 170 ]         |
| 2018-11-30 | 392        | 48         | 63         | 503        | 255      | 58%‡        | 4,820           | [ 171 ]         |
| 2018-12-03 | 405        | 48         | 79         | 532        | 268      | 59%‡        | 5,335           | [ 172 ]         |
| 2018-12-07 | 446        | 48         | 95         | 589        | 283      | 57%‡        | 6,417           | [ 173 ]         |
| 2018-12-10 | 452        | 48         | n/a        | 500        | 289      | 58%‡        | 6,509           | [ 174 ]         |
| 2018-12-14 | 483        | 48         | 111        | 642        | 313      | 59%‡        | 6,695           | [ 175 ]         |
| 2018-12-21 | 526        | 48         | 118        | 692        | 347      | 60%‡        | 8,422           | [ 176 ]         |
| 2018-12-28 | 548        | 48         | 52         | 648        | 361      | 61%‡        | 7,007           | [ 177 ]         |
| 2019-01-04 | 575        | 48         | 118        | 741        | 374      | 60%‡        | 5,047           | [ 178 ]         |
| 2019-01-11 | 595        | 49         | n/a        | 644        | 390      | 61%‡        | 4,937           | [ 179 ]         |
| 2019-01-18 | 636        | 49         | 209        | 894        | 416      | 61%‡        | 4,971           | [ 180 ] [ 181 ] |
| 2019-01-25 | 679        | 54         | 204        | 937        | 459      | 63%‡        | 6,241           | [ 182 ] [ 183 ] |
| 2019-02-01 | 720        | 54         | 168        | 942        | 481      | 62%‡        | >7,000          | [ 184 ] [ 185 ] |
| 2019-02-10 | 750        | 61         | 148        | 959        | 510      | 63%‡        | 7,846           | [ 186 ] [ 187 ] |
| 2019-02-18 | 773        | 65         | 135        | 973        | 534      | 64%‡        | 6,772           | [ 188 ] [ 189 ] |
| 2019-02-24 | 804        | 65         | 219        | 1,088      | 546      | 63%‡        | 5,739           | [ 190 ] [ 191 ] |
| 2019-03-03 | 830        | 65         | 182        | 1,077      | 561      | 63%‡        | 5,613           | [ 192 ] [ 193 ] |
| 2019-03-10 | 856        | 65         | 191        | 1,112      | 582      | 63%‡        | 4,830           | [ 194 ] [ 195 ] |
| 2019-03-17 | 886        | 65         | 231        | 1,182      | 598      | 63%‡        | 4,158           | [ 196 ] [ 197 ] |
| 2019-03-25 | 944        | 65         | 226        | 1,235      | 629      | 62%‡        | 4,132           | [ 198 ] [ 199 ] |
| 2019-03-31 | 1,016      | 66         | 279        | 1,361      | 676      | 62%‡        | 6,989           | [ 73 ] [ 200 ]  |
| 2019-04-07 | 1,080      | 66         | 282        | 1,428      | 721      | 63%‡        | 7,099           | [ 201 ]         |
| 2019-04-14 | 1,185      | 66         | 269        | 1,520      | 803      | 64%‡        | 10,461          | [ 202 ]         |
| 2019-04-21 | 1,270      | 66         | 92         | 1,428      | 870      | 65%‡        | 5,183           | [ 203 ]         |
| 2019-04-28 | 1,373      | 66         | 176        | 1,615      | 930      | 65%‡        | 11,841          | [ 204 ]         |
| 2019-05-05 | 1,488      | 66         | 205        | 1,759      | 1,028    | 66%‡        | 12,969          | [ 205 ]         |
| 2019-05-12 | 1,592      | 88         | 534        | 2,214      | 1,117    | 67%‡        | 13,174          | [ 206 ]         |
| 2019-05-19 | 1,728      | 88         | 278        | 2,094      | 1,209    | 67%‡        | 12,608          | [ 49 ]          |
| 2019-05-26 | 1,818      | 94         | 277        | 2,189      | 1,277    | 67%‡        | 20,415          | [ 207 ]         |
| 2019-06-02 | 1,900      | 94         | 316        | 2,310      | 1,339    | 67%‡        | 19,465          | [ 208 ]         |
| 2019-06-09 | 1,962      | 94         | 271        | 2,327      | 1,384    | 67%‡        | 15,045          | [ 209 ]         |
| 2019-06-16 DRC & 우간다 | 2,051 / 3  | 94 / 0     | 319 / 1    | 2,468      | 1,440    | 67%‡ /100%‡ | 15,992 / 90     | [ 7 ]           |
| 2019-06-23 | 2,145 / 3  | 94 / 0     | 276 / 0    | 2,515      | 1,506    | 67%‡ /100%‡ | 15,903 / 110    | [ 210 ] [ 211 ] |
| 2019-06-30 | 2,231 / 3  | 94 / 0     | 309 / 0    | 2,634      | 1,563    | 67%‡ /100%‡ | 18,088 / 108    | [ 212 ] [ 213 ] |
| 2019-07-07 | 2,314 / 3  | 94 / 0     | 323 / 0    | 2,731      | 1,625    | 68%‡ /100%‡ | 19,227 / 0      | [ 214 ] [ 215 ] |
| 2019-07-14 | 2,407 / 3  | 94 / 0     | 335 / 0    | 2,836      | 1,665    | 67%‡ /100%‡ | 19,118 / 0      | [ 49 ] [ 216 ]  |
| 2019-07-21 | 2,484 / 3  | 94 / 0     | 361 / 0    | 2,939      | 1,737    | 67%‡ /100%‡ | 20,505 / 19     | [ 217 ] [ 218 ] |
| 2019-07-28 DRC | 2,565      | 94         | 358        | 3,017      | 1,782    | 67%‡        | 20,072          | [ 219 ]         |
| 2019-08-04 | 2,659      | 94         | 397        | 3,150      | 1,843    | 67%‡        | 19,156          | [ 220 ]         |
| 2019-08-11 | 2,722      | 94         | 326        | 3,142      | 1,888    | 67%‡        | 15,988          | [ 221 ]         |
| 2019-08-19 | 2,783      | 94         | 387        | 3,264      | 1,934    | 67%‡        | 15,817          | [ 49 ]          |
| 2019-08-25 | 2,863      | 105        | 396        | 3,364      | 1,986    | 67%‡        | 17,293          | [ 222 ]         |
| 2019-09-01 | 2,926      | 105        | 365        | 3,396      | 2,031    | 67%‡        | 16,370          | [ 223 ]         |
| 2019-09-08 | 2,968      | 111        | 403        | 3,486      | 2,064    | 67%‡        | 14,737          | [ 224 ]         |
| 2019-09-15 | 3,005      | 111        | 497        | 3,613      | 2,090    | 67%‡        | 13,294          | [ 225 ]         |
| 2019-09-22 | 3,053      | 111        | 415        | 3,583      | 2,115    | 67%‡        | 11,335          | [ 49 ]          |
| 2019-09-29 | 3,074      | 114        | 426        | 3,618      | 2,133    | 67%‡        | 7,775           | [ 226 ]         |
| 2019-10-06 | 3,090      | 114        | 414        | 3,622      | 2,146    | 67%‡        | 7,807           | [ 227 ]         |
| 2019-10-13 | 3,104      | 114        | 429        | 3,647      | 2,150    | 67%‡        | 5,622           | [ 228 ]         |
| 2019-10-20 | 3,123      | 116        | 420        | 3,659      | 2,169    | 67%‡        | 5,570           | [ 229 ]         |
| 2019-10-28 | 3,146      | 117        | 357        | 3,624      | 2,180    | 67%‡        | 4,437           | [ 230 ]         |
| 2019-11-03 | 3,157      | 117        | 513        | 3,787      | 2,185    | 67%‡        | 6,078           | [ 231 ]         |
| 2019-11-10 | 3,169      | 118        | 482        | 3,769      | 2,193    | 67%‡        | 6,137           | [ 232 ]         |
| 2019-11-17 | 3,174      | 118        | 422        | 3,714      | 2,195    | 67%‡        | 4,857           | [ 233 ]         |
| 2019-11-24 | 3,183      | 118        | 349        | 3,650      | 2,198    | 67%‡        | 3,371           | [ 234 ]         |
| 2019-12-08 | 3,202      | 118        | 391        | 3,711      | 2,209    | 67%‡        | 2,955           | [ 235 ]         |
| 2019-12-22 | 3,240      | 118        | 446        | 3,804      | 2,224    | 66%‡        | 5,137           | [ 49 ]          |
| 2020-01-05 | 3,270      | 118        | 464        | 3,852      | 2,233    | 66%‡        | 4,133           | [ 236 ]         |
| 2020-01-19 | 3,293      | 119        | 438        | 3,854      | 2,241    | 66%‡        | 5,018           | [ 237 ]         |
| 2020-02-02 | 3,305      | 123        | 447        | 3,879      | 2,254    | 66%‡        | 2,374           | [ 238 ]         |
| 2020-02-16 | 3,309      | 123        | 504        | 3,936      | 2,253    | 66%‡        | 1,972           | [ 239 ]         |
| 2020-03-29 | 3,310      | 143        | 232        | 3,685      | 2,273    | 66%‡        | -               | [ 240 ]         |
| 02020-06-25x | 3,313      | 153        | 0          | 3,470      | 2,280    | 66%‡        | -               | [ 1 ]           |
| # 모든 감염자수는 새 감염자가 확인되어 항상 늘어나는 것만은 아니며, 실험실 분석에서 에볼라 감염자가 확인되었을 경우 감염자에서 빠져 감염자수가 줄어들 수 있다. † 민주콩고 보건부 ‡ 모든 경우에서 의심사례는 CFR에 포함하지 않았다. |            |            |            |            |          |             |                 |                 |

## 지역 봉쇄 및 군사 충돌

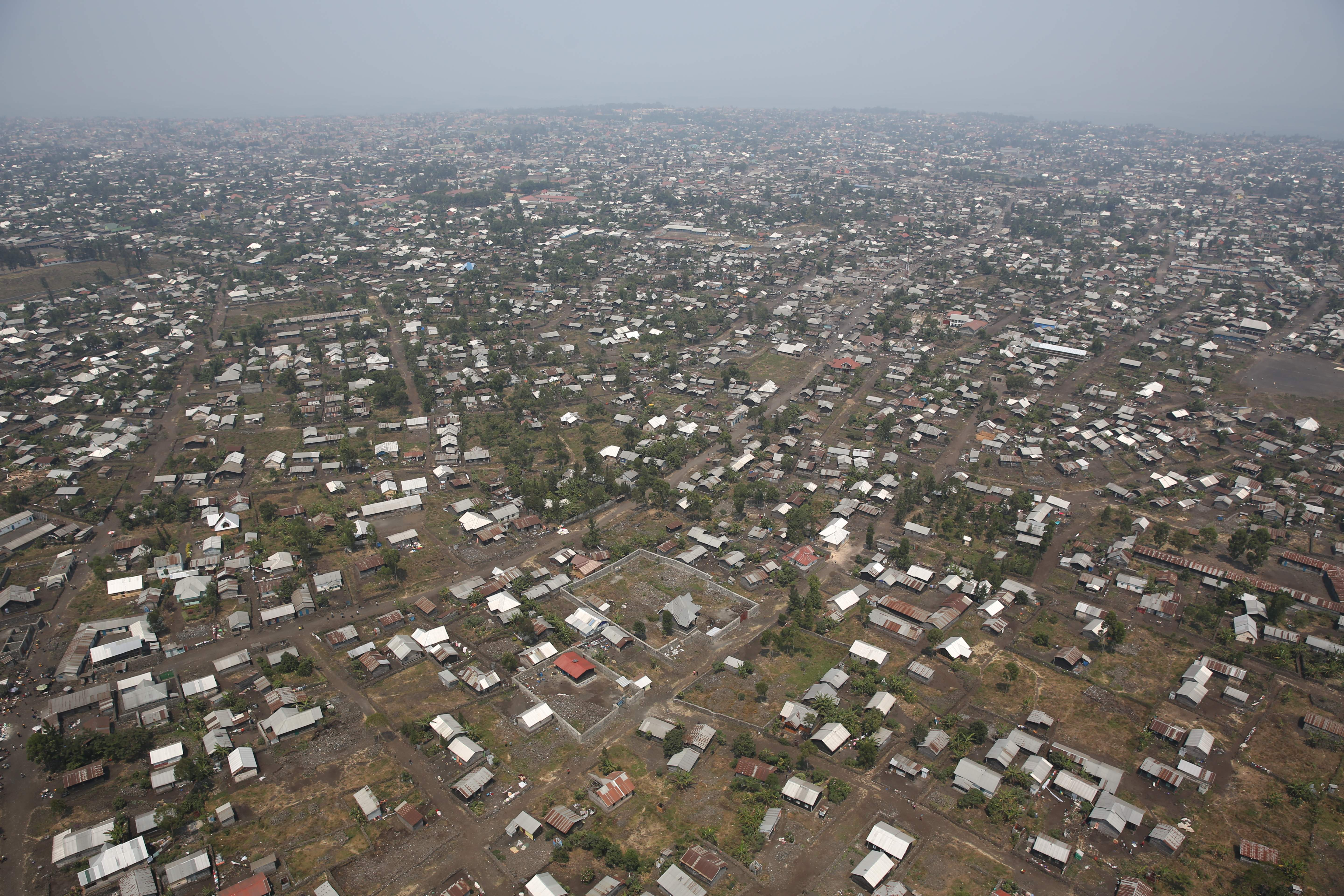
북키부주의 주도인 고마의 전경.

에볼라가 유행하고 있는 문제의 지역인 북키부 지역은 키부 분쟁이라는 군사 분쟁 중인 곳으로 수천 명의 난민이 있는 군사 분쟁의 중심지이다. 영향 지역에는 대략 백만명 가량의 사람들이 뿔뿔히 흩어진 채 이웃 국가인 르완다나 우간다를 넘나들며 교역 활동도 하며 국경 사이에서 대규모 인적 이동이 일어나고 있다. 인권 위기와 안보 상황 악화가 에볼라 발병에 매우 큰 영향을 미쳤다.
북키부주의 무장세력만 해도 자유 및 주권 콩고를 위한 애국자 동맹(APCLS), 콩고 마이마이(Mayi-Mayi)를 포함한 대략 70여개가 존재한다. 여러 군벌 세력 간 무장 충돌로 수천 명이 난민이 되었다. WHO에서는 의료진 보호를 위해 무장 군인을 배치해야 할 정도라고 밝혔으며, 포위 접종 방법이 불가능할 수도 있다고 말했다. 2018년 8월 11일에는 에볼라 바이러스가 퍼진 베니에서 불과 40km도 떨어지지 않은 마이모야 지역에서 군벌의 습격으로 의료진 7명이 사망했다고 밝혔다. 세계 보건 기구는 군사 분쟁 지역에서 안전한 통행권을 보장해야 최대한 빨리 에볼라 바이러스 감염자를 발견해 치료할 수 있다고 말했다.
2018년 8월 24일, 에볼라로 사망한 의사와 접촉했던 97명이 접근 불가능한 반군 활동 지역에 있는 것으로 확인되어 97명의 접촉자는 에볼라 진단을 할 수 없음이 밝혀졌다. 9월 4일에는 에볼라 발병의 영향을 받은 베니 지역 외곽의 평화유지군 병사 2명이 분쟁에 휩쓸려 반군에게 공격당해 부상을 입었다. 9월 23일에는 에볼라가 발병하고 있는 베니에서 군사 공격으로 민간인 14명이 사망하는 일이 일어났다. 결국 2018년 9월 세계보건기구의 비상사태대비 및 대응담당 사무차장은 군사적 충돌과 피란민들의 물결로 에볼라 발병 상황이 급격하게 악화되는 "퍼펙트 스톰" 상황과도 같다 경고했다. 10월 5일에는 콩고 민주 공화국의 내전 피해 여성을 지원한 공로로 드니 무퀘게가 노벨 평화상을 수여받았다.
10월 20일에는 콩고 민주 공화국의 반군이 민간인 13명을 살해하고 어린이 12명을 인질로 데려가는 사태가 일어났다. 이 공격은 에볼라가 유행하고 있는 베니에서 일어났다. 11월 11일에는 역시 같은 지역인 베니에서 무장 세력이 공격을 감행해 민간인 6명이 사망하여 베니 지역의 예방접종이 완전히 중단되었다. 무장 충돌과 건강 문제에 대해 싱크탱크에서는 콩고 민주 공화국의 상황이 2018년 대선의 결과와 그 반응에 따라 더욱 악화될 수 있다고 경고하였다. 결국 11월 17일에도 또 다시 무장 충돌이 일어남에 따라 세계 보건 기구 등은 베니에서 무장 반군이 에볼라 치료 및 방어를 방해하는 등의 이유로 WHO 직원들이 콩고 민주 공화국 내 다른 도시로 대피하였다. 12월 6일에도 무장 세력의 공격으로 민간인 18명이 사망하는 등 베니 지역은 군사 충돌이 계속해서 일어나고 있으며 12월 22일에는 에볼라가 유행하고 있음에도 불구하고 에볼라 유행중인 베니 지역을 포함한 콩고 민주 공화국에서 대선 투표가 그대로 이루어질 것이라는 보고서가 올라왔다. 결국 4일 후인 12월 26일 콩고 민주 공화국 정부는 베니와 같은 에볼라 유행 지역은 수개월간 투표를 연기할 것이라고 발표하였다. 이에 24시간도 안되어 선거를 요구하는 시위대가 베니의 에볼라 치료 센터를 습격하는 일이 일어났다. 12월 30일 투표 이후에도 콩고 민주 공화국 정부가 인터넷 접속을 차단해서 투표 결과가 올라오지 않았다는 소문이 전해지며 상황이 악화되었다.
12월 29일, 옥스팜은 콩고 민주 공화국 내에서 계속해서 일어나는 폭력 사태로 인해 업무를 중단할 것이라고 발표했다. 같은 날 국제구조위원회도 에볼라 치료 지원을 중단하였다.
2019년 1월 18일, 아프리카 연합은 콩고 민주 공화국의 대선 결과 발표를 일시 중지해야 하며 나아가 콩고 민주 공화국으로의 여행을 하지 말아야 한다는 결의를 통과했다.
2019년 6월 12일, 콩고 민주 공화국에서 우간다로 넘어온 5세 소년이 에볼라 양성 반응으로 나오며 처음으로 국경을 넘은 에볼라 감염자로 진단되었으며 추가로 2명이 더 감염되었다. 이는 민주콩고 동부에서 반군의 공격과 공동체의 저항으로 바이러스 확산 봉쇄가 영향을 받아 에볼라가 타국으로 퍼지게 되었음을 보여주는 실례이다.

## 바이러스형
콩고 민주 공화국 보건부는 키부 에볼라 유행에서 유행하고 있는 바이러스형은 검사 결과 에볼라 바이러스 중 자이르에볼라바이러스 형이라고 발표하였다. 이는 2018년 5월에서 8월 사이 콩고 민주 공화국 서부에서 유행했던 바이러스형과 동일한 형이다.  자이르에볼라바이러스는 에볼라 출혈열을 일으키는 6개 바이러스형 중 가장 치명적이다. 감염시 사망율이 최대 90%에 달한다.

## 반응
콩고 민주 공화국에서는 WHO가 감염자와 직접 접촉하여 감염 위험이 대단히 높은 사람들을 중심으로 확인 조사를 시행했다. 에볼라 바이러스의 경우에는 최대 21일을 전후하여 환자와 접촉한 인물의 조사를 시행했다.
이와 더불어 콩고 민주 공화국 인근 국가에서는 유행 기간, 그리고 유행 종료 이후에도 에볼라 유행에 대해 주의를 기울이고 있다. 2019년 7월 26일 사우디아라비아는 WHO가 에볼라 유행을 국제 공중보건 비상사태로 선포한 직후 콩고 민주 공화국 국적 사람의 비자 발급을 중단한다고 발표했다. 또한 8월 1일 콩고 민주 공화국과 국경을 접하는 르완다는 고마 지역에서 감염자가 발생한 후 감염자 유입을 막기 위해 일시적으로 국경을 폐쇄한다고 발표했다.
2018년 8월 2일, 대한민국 정부는 키부 지역의 에볼라 유행에 따라 콩고 민주 공화국 출입국자에 대한 검역을 강화했다.

## 같이 보기
- 에볼라 유행 목록

## 참고 문헌
- Dokubo, Emily Kainne; Wendland, Annika; Mate, Suzanne E;  외. (September 2018). “Persistence of Ebola virus after the end of widespread transmission in Liberia: an outbreak report”. 《The Lancet Infectious Diseases》 18 (9): 1015–1024. doi:10.1016/S1473-3099(18)30417-1. PMID 30049622.
- Nanclares, Carolina; Kapetshi, Jimmy; Lionetto, Fanshen;  외. (September 2016). “Ebola Virus Disease, Democratic Republic of the Congo, 2014”. 《Emerging Infectious Diseases》 22 (9): 1579–1586. doi:10.3201/eid2209.160354. PMC 4994351. PMID 27533284.
- Claude, Kasereka Masumbuko; Underschultz, Jack; Hawkes, Michael T (October 2018). “Ebola virus epidemic in war-torn eastern DR Congo”. 《The Lancet》 392 (10156): 1399–1401. doi:10.1016/S0140-6736(18)32419-X. PMID 30297137.
- “Experimental Ebola vaccines elicit year-long immune response/NIH reports final data from large clinical trial in West Africa”. 《National Institutes of Health (NIH)》. NIH.gov. 2017년 10월 11일. 2021년 4월 12일에 원본 문서에서 보존된 문서.
- Kuhn, Jens; Andersen, Kristian; Baize, Sylvain;  외. (2014년 11월 24일). “Nomenclature- and Database-Compatible Names for the Two Ebola Virus Variants that Emerged in Guinea and the Democratic Republic of the Congo in 2014”. 《Viruses》 6 (11): 4760–4799. doi:10.3390/v6114760. PMC 4246247. PMID 25421896.
- Jones-Konneh, Tracey Elizabeth Claire; Suda, Tomomi; Sasaki, Hiroyuki;  외. (2018). “Agent-Based Modeling and Simulation of Nosocomial Infection among Healthcare Workers during Ebola Virus Disease Outbreak in Sierra Leone”. 《The Tohoku Journal of Experimental Medicine》 245 (4): 231–238. doi:10.1620/tjem.245.231. PMID 30078788.
- “International travel and health”. World Health Organization (WHO). 2019년 8월 14일에 원본 문서에서 보존된 문서. 2018년 8월 16일에 확인함.
- “Rising to the Ebola challenge, again”. 《Nature Microbiology》 3 (9): 965. 2018년 8월 16일. doi:10.1038/s41564-018-0243-2. PMID 30115963.
- Lévy, Yves; Lane, Clifford; Piot, Peter;  외. (September 2018). “Prevention of Ebola virus disease through vaccination: where we are in 2018”. 《The Lancet》 392 (10149): 787–790. doi:10.1016/S0140-6736(18)31710-0. PMC 6128979. PMID 30104048.
- Dhama, Kuldeep; Karthik, Kumaragurubaran; Khandia, Rekha;  외. (2018). “Advances in Designing and Developing Vaccines, Drugs, and Therapies to Counter Ebola Virus”. 《Frontiers in Immunology》 9: 1803. doi:10.3389/fimmu.2018.01803. PMC 6095993. PMID 30147687.
- West, Brandyn R.; Moyer, Crystal L.; King, Liam B.;  외. (2018년 9월 11일). “Structural Basis of Pan-Ebolavirus Neutralization by a Human Antibody against a Conserved, yet Cryptic Epitope”. 《mBio》 9 (5). doi:10.1128/mBio.01674-18. PMC 6134094. PMID 30206174.
- Nakkazi, Esther (August 2018). “DR Congo Ebola virus outbreak: responding in a conflict zone”. 《The Lancet》 392 (10148): 623. doi:10.1016/S0140-6736(18)31981-0. PMID 30152332.
- Juan-Giner, Aitana; Tchaton, Marie; Jemmy, Jean-Paul;  외. (2018년 9월 25일). “Safety of the rVSV ZEBOV vaccine against Ebola Zaire among frontline workers in Guinea”. 《Vaccine》. doi:10.1016/j.vaccine.2018.09.009. PMID 30266489.
- De Nys, Helene M.; Kingebeni, Placide Mbala; Keita, Alpha K.;  외. (December 2018). “Survey of Ebola Viruses in Frugivorous and Insectivorous Bats in Guinea, Cameroon, and the Democratic Republic of the Congo, 2015–2017”. 《Emerging Infectious Diseases》 24 (12): 2228–2240. doi:10.3201/eid2412.180740. PMC 6256401. PMID 30307845.
- Brett-Major, David; Lawler, James (2018년 8월 19일). “Catching Chances: The Movement to Be on the Ground and Research Ready before an Outbreak”. 《Viruses》 10 (8): 439. doi:10.3390/v10080439. PMC 6116208. PMID 30126221.
- Cousins, Sophie (December 2018). “Violence and community mistrust hamper Ebola response”. 《The Lancet Infectious Diseases》 18 (12): 1314–1315. doi:10.1016/S1473-3099(18)30658-3. PMID 30385158.
- Owens, Michael D.; Rice, Jason (2018년 11월 27일). “The Angolan Pandemic Rapid Response Team: An Assessment, Improvement, and Development Analysis of the First Self-sufficient African National Response Team Curriculum”. 《Disaster Medicine and Public Health Preparedness》 13 (3): 577–581. doi:10.1017/dmp.2018.122. PMID 30479245.
- Den Boon, Saskia; Marston, Barbara J.; Nyenswah, Tolbert G.;  외. (February 2019). “Ebola Virus Infection Associated with Transmission from Survivors”. 《Emerging Infectious Diseases》 25 (2): 249–255. doi:10.3201/eid2502.181011. PMC 6346469. PMID 30500321.
- Coltart, Cordelia E. M.; Lindsey, Benjamin; Ghinai, Isaac;  외. (2017년 5월 26일). “The Ebola outbreak, 2013–2016: old lessons for new epidemics”. 《Philosophical Transactions of the Royal Society B: Biological Sciences》 372 (1721): 20160297. doi:10.1098/rstb.2016.0297. PMC 5394636. PMID 28396469.
- Okoror, Lawrence; Kamara, Abdul; Kargbo, Brima;  외. (2018년 11월 6일). “Transplacental transmission: A rare case of Ebola virus transmission”. 《Infectious Disease Reports》 10 (3): 7725. doi:10.4081/idr.2018.7725. PMC 6297901. PMID 30631407.
- Allegranzi, Benedetta; Ivanov, Ivan; Harrell, Mason;  외. (2018년 11월 22일). “Infection Rates and Risk Factors for Infection Among Health Workers During Ebola and Marburg Virus Outbreaks: A Systematic Review”. 《The Journal of Infectious Diseases》 218 (suppl_5): S679–S689. doi:10.1093/infdis/jiy435. PMC 6249600. PMID 30202878.
- Ilunga Kalenga, Oly; Moeti, Matshidiso; Sparrow, Annie;  외. (2019년 5월 29일). “The Ongoing Ebola Epidemic in the Democratic Republic of Congo, 2018–2019”. 《New England Journal of Medicine》 0 (4): 373–383. doi:10.1056/NEJMsr1904253. ISSN 0028-4793. PMID 31141654.